# Autographa biloba
Megalographa biloba là một loài bướm đêm trong họ Noctuidae.

## Hình ảnh

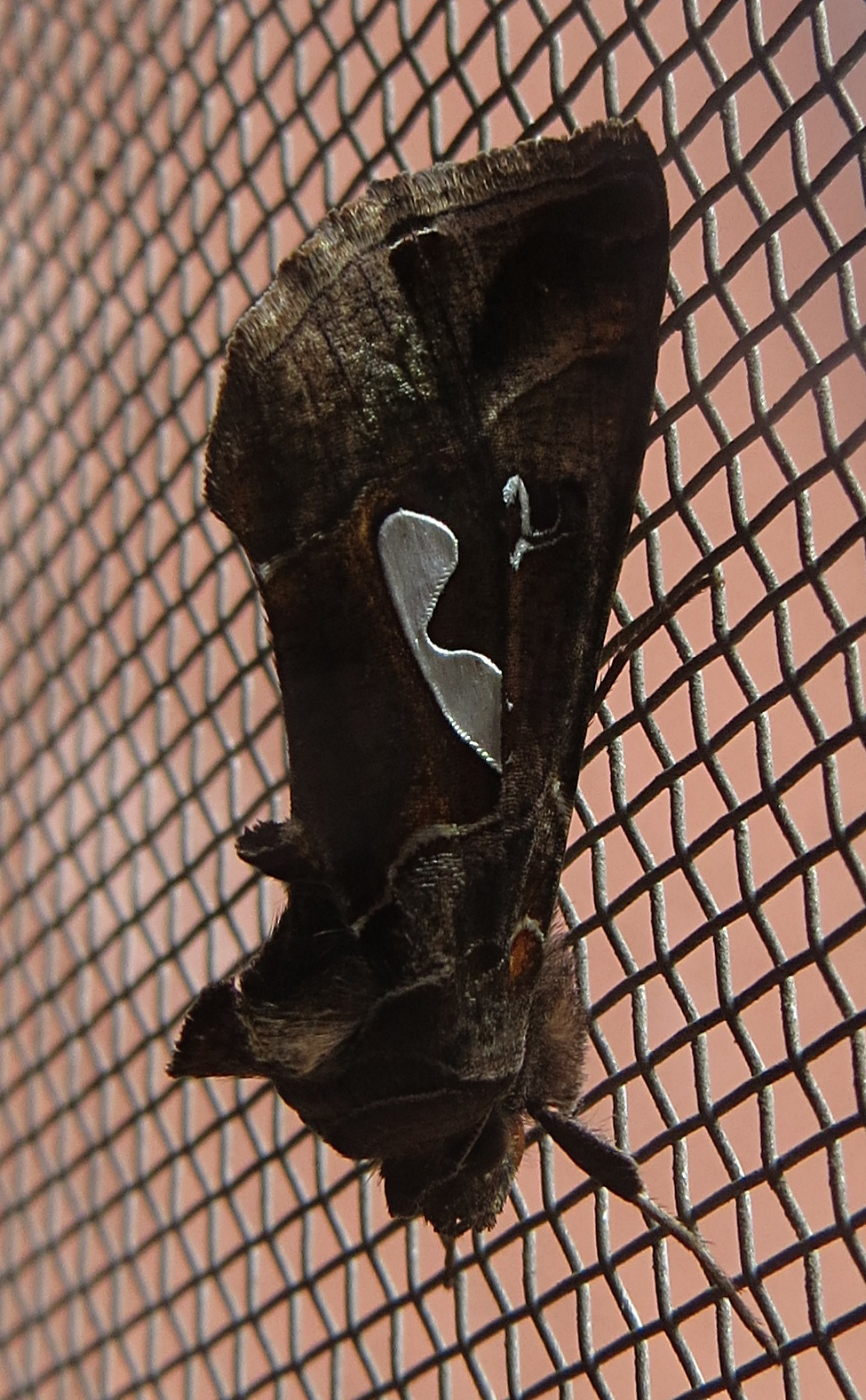